# Urbanizacion Monte Picayo
La Urbanización Monte Picayo es un entorno residencial perteneciente al término municipal de Sagunto, aunque colindante con el término municipal de Puzol, en la provincia de Valencia, España. 
La urbanización está emplazada entre el Barranco del Lobo, les Carboneres, la pinada de Nabos y el monte Picayo. Tiene un área de 28.36 hectáreas con 190 edificaciones según el Ayuntamiento de Sagunto. En ella conviven 159 habitantes, según el padrón continuo por unidad poblacional de 2023 del Instituto Nacional de Estadística.

## Historia
La urbanización Monte Picayo fue fundada el 19 de abril de 1972 por la "Asociación de Propietarios del Centro de Interés Turístico Nacional Urbanizacion Monte Picayo", y abreviadamente "Picayoconcejo". Dicha urbanización fue reconocida como "Poblado Turístico" y regulada por la Ley 197/1963, de 28 de diciembre, de Zonas y Centros de Interés  Turístico  Nacional  y  el  Reglamento que regulaba esta ley, aprobado por el Decreto 4297/1964, de 23 de diciembre.
La urbanización fue muy conocida en la última década de los años 1990, debido a su proximidad al famoso casino Monte Picayo. Dicho casino fue inaugurado el 4 de febrero de 1979 por el empresario Jesús Gómez Escardó, siendo el segundo casino de España. Más tarde fue adquirido en 1999 por la empresa Cirsa, y finalmente cerró sus puertas el día 13/10/2014.

## Infraestructura
Cuenta con seguridad privada a la entrada, y patrullas nocturnas 24h. La urbanización se rige a través de la "Comunidad De Propietarios Urbanización Monte Picayo", y se gestiona a través de un administrador privado. 
A la entrada de la urbanización se encuentra una ermita dedicada a Santa Alicia, originalmente dedicada en los siglos XV o XVI por los padres franciscanos a la Virgen al Pie de la Cruz (patrona de Puzol), luego cedida al ermitaño Pedro Jerónimo Muñoz, y posteriormente reconstruida en 1959 por el matrimonio Alicia Cerezo y Jesús Gómez Escardó.
La urbanización tiene una piscina comunitaria en la zona de chumberales. El agua de la urbanización se gestiona a través de la entidad "Aguas de Monte Picayo", y se extrae del cercano pozo del Sedarral. El correo se reparte desde la garita de seguridad a la entrada, por ser un entorno especial según el Reglamento Postal.

## Lugares de interés
Alrededor de la urbanización hay diferentes puntos de interés:
- Zona de escalada Peñas de Guaita[9]
- Vértice geodésico Picayo (código 69668), a 373 metros de altura, junto a la Cruz del Monte Picayo[10]
- Santuario de la Santísima Virgen de la Medalla Milagrosa[11]
- La Coveta del Monte Picayo[12]